# Rooney (banda)
Rooney es el proyecto musical principal del cantante y compositor Robert Schwartzman, surgido como una evolución de una banda de rock formada por amigos de Secundaria en Los Ángeles. 
Antes de que Schwartzman decidiera continuar con el proyecto y llevarlo a una dirección diferente, la banda estuvo integrada por Louie Stephens, Taylor Locke, Ned Brower y Matthew Winter. Adoptaron este nombre por el del personaje Edward "Ed" R. Rooney, de la película Ferris Bueller's Day Off (1986).
Su música tiene una influencia del rock de los 80s; han sido comparados con The Beatles, The Cars y Blur. En su momento realizaron giras con bandas como Weezer y The Strokes, Rooney en la web oficial de la banda señala que "las arregla para captar elementos de las últimas cuatro décadas y hacerlos sonidos modernos de hoy."

## Trayectoria

### Inicios
La banda se formó como Ed Rooney en 1999 con Matthew Winter en bajo, Teddy Briggs en la batería y Matthew Star y Taylor Locke en guitarras. Ned Brower reemplazó a Briggs en la batería y Louie Stephens entró en la banda como tecladista. Con esa integración lanzaron una serie de EP independientes llamados Deli Meats (2000), Plug It In (2001) y Mastedonia (2002).

### Álbum debut
La banda firmó con Geffen Records en 2002 y lanzó su primer álbum el 20 de mayo de 2003. 
Las ventas del álbum eran lentas hasta en 2004 cuando tuvieron un cameo en un episodio de The O.C., The Third Wheel. Su canción "Blueside" fue incluida en el soundtrack de Tiger Woods PGA Tour 2004 y su canción "I'm Shakin'" fue incluida en un epidsodio de All My Children.
El 16 de noviembre de 2004 la banda lanzó su primer DVD titulado "Spit & Sweat." El DVD incluye entrevistas y actuación en vivo de la Banda, y los videos de "Blueside," "I'm Shakin'," e "If It Were Up to Me."
La canción "I'm a Terrible Person", perteneciente a su primer álbum: "Rooney", fue utilizada para el comercial de la nueva fragancia de Carolina Herrera, CH.

### Segundo álbum Struggles
A finales de 2004, la banda comenzó a grabar nuevas canciones junto al productor Tony Hoffer para su segundo lanzamiento. Planearon el lanzamiento para la primavera de 2005. Inicialmente se había anunciado que "The Kids After Sunset" sería el título del álbum, sin embargo el grupo no estaba contento con las canciones. Canciones de las sesiones "Hoffer" fueron puestas en el Myspace de la banda en el 2005. Esas canciones fueron "Radio," "Ain't Gonna Cut It," "Are You Through With Me," y "She's a Fool". Versiones privadas de las canciones grabadas con Hoffer se filtraron en internet. Canciones como "One Armed Man," "Paralyzed," y "The Juice" han sido tocadas por la banda en vivo. Los Fanes llamaron a estas canciones "The Lost Album." (El álbum perdido) 
Su canción "The Sleep Song," fue incluida en la película The Chumscrubber de 2005 y fue buscada luego por muchos fanes del film. Fue una de las del citado "The Lost Album."
En el otoño de 2005, la banda comenzó un nuevo intento de grabar un álbum, esta vez con el productor Howard Benson. El álbum estuvo muy cerca de lanzarse. En la primavera de 2006 se masterizó, se creó el diseño e incluso, se filmó un video musical para "Tell Me". Sin embargo, por problemas con el sello, no fue lanzado.
En verano de 2006, Rooney gira por los EE. UU. con Kelly Clarkson desde fines de junio hasta principios de agosto. Se anunció en Reuters el 7 de abril de 2007, el cambio de Rooney de Suretone Records a Cherrytree Records.

### Calling the World (2007-actualidad)
Después de su tour de verano, la banda empezó su tercera sesión por un segundo álbum. Solo tres canciones de las anteriores sesiones ("Don't Come Around Again," "Paralyzed," y "Tell Me Soon"), se incluyeron en el nuevo álbum, Calling the World. El 6 de marzo de 2007, el sencillo "When Did Your Heart Go Missing?" fue lanzado en su "MySpace". La canción fue banda sonora de Abercrombie Kids. El sencillo también fue usado en comerciales del show televisivo Beauty and the Geek. El nuevo álbum fue lanzado el 17 de julio de 2007 y debutó #42 en The Billboard Top 100 Albums.

## Discografía

### Álbumes
- 2003: Rooney
- 2007: Calling the World
- 2010: Eureka
- 2016: Washed away

### EP
- 2000: Deli Meats

1. "Meltdown"
2. "Turn Away"
3. "Blueside"
4. "Find Myself"
5. "Losing All Control"

- 2001: The Rooney Sampler

1. "Popstars"
2. "Why?"
3. "It Goes To Bed"
4. "No, Wait, But Listen, I'm Talking To You (Gone)"

- 2001: Plug It In

1. "The Floor"
2. "Why?"
3. "It Goes To Bed"
4. "No, Wait, But Listen, I'm Talking To You (Gone)"

- 2002: Mastedonia

1. "If It Were Up To Me"
2. "Popstars"
3. "Losing All Control"

- 2002: Blueside

1. "Blueside"
2. "The Floor"
3. "Make Some Noise"

- I'm Shakin

1. "I'm Shakin'"
2. "Here Today, Gone Tomorrow"
3. "In My Pocket"

- 2007: When Did Your Heart Go Missing? UK Singles Chart #45

1. "When Did Your Heart Go Missing?'"
2. "Too Late'"

### DVD
- Spit & Sweat (2004)

### Otros lanzamientos oficiales
- "Metal Guru", del álbum Herbie: Fully Loaded Soundtrack (2005)
- "Death on Two Legs", del álbum Killer Queen: A Tribute to Queen (2005)
- "Here Today, Gone Tomorrow", del álbum We're A Happy Family Ramones tribute (2003)
- "Merry X-Mas Everybody", del álbum The Year They Recalled Santa Claus and The O.C. Mix 3: Have a Very Merry Chrismukkah
- "Sleep Song" del The Chumscrubber soundtrack (2005)
- "When You Walk Into the Room", Lanzado solo por internet

### Lanzamientos no oficiales
- Lost Album (internet demos)

## Videos
- "Blueside"
- "I'm Shakin'"
- "If It Were Up To Me"
- "Popstars"
- "Tell Me Soon"
- "Are You Afraid"
- "When Did Your Heart Go Missing"